# Дон Ешбі
Дон Ешбі (англ. Don Ashby; 8 березня 1955, Камлупс — 30 травня 1981, Келоуна) — канадський хокеїст, що грав на позиції центрального нападника.

## Ігрова кар'єра
Професійну хокейну кар'єру розпочав 1975 року.
1975 року був обраний на драфті НХЛ під 6-м загальним номером командою «Торонто Мейпл-Ліфс». 
Протягом професійної клубної ігрової кар'єри, що тривала 7 років, захищав кольори команд «Торонто Мейпл-Ліфс», «Колорадо Рокіз» та «Едмонтон Ойлерс».

## Загибель
30 травня 1981 на власному авто потрапив в аварію в долині Оканаган. Через декілька годин помер в лікарні міста Келоуна (Британська Колумбія).